# Lijst van rijksmonumenten in Hallum
De plaats Hallum telt 18 inschrijvingen in het rijksmonumentenregister. Hieronder een overzicht. 
| Object | Oorspronkelijke functie?  | Bouwjaar | Architect         | Locatie                                                    | Coördinaten?                  | Nr.?   | Afbeelding |
| --- | ------------------------- | --- | ----------------- | ---------------------------------------------------------- | ----------------------------- | ------ | --- |
| Feitsma State | Boerderij                 | 1800-1850 |                   | Hoge Herenweg 35                                           | 53° 18' 48" NB, 5° 45' 56" OL | 15617  | Meer afbeeldingen |
| Grote of Sint-Maartenkerk (Hervormde kerk)                                                                                              | Kerk en kerkonderdeel     | oorspr. ca. 1100 1155 (herb. noordelijke aanbouw) eind 13e eeuw (schip, mog. ook zuidelijke aanbouw) 14e eeuw (koor) midden 16e eeuw (oostgevel kapel, kap, dakruiter) 18e eeuw (steunberen) 1865 (koorsluiting, Koarte Gaarde) 1805-'06 (herb. toren) | B. Gelders (1865) | Kerkpad 1                                                  | 53° 18' 26" NB, 5° 47' 8" OL  | 15618  | Meer afbeeldingen |
| Dwarshuis onder hoog zadeldak tussen puntgevels met voorgevel met geprofileerde houten gootlijst op consoles                            | Woonhuis                  | late 18e of vroege 19e eeuw |                   | Kerkpad 6-7                                                | 53° 18' 24" NB, 5° 47' 8" OL  | 15619  | Upload foto |
| Pand zonder verdieping onder hoog zadeldak met puntgevel aan de Hegebuorren en schildvormig beëindigde gevel aan de andere zijde        | Woonhuis                  | late 18e of vroege 19e eeuw |                   | Kerkpad 13                                                 | 53° 18' 25" NB, 5° 47' 5" OL  | 15620  | Upload foto |
| Dwarshuis onder hoog met pannen gedekt zadeldak tussen puntgevels met rookkanalen in de as                                              | Woonhuis                  | midden 18e eeuw |                   | Langebuorren 27-29                                         | 53° 18' 23" NB, 5° 46' 60" OL | 15621  | Upload foto |
| Kop-hals-rompboerderij met voorhuis onder zadeldak tussen puntgevels met schoorstenen waarop koppen en met aangrenzende aanbouw         | Boerderij                 | 1810 |                   | Mariëngaarderweg 2                                         | 53° 18' 25" NB, 5° 45' 34" OL | 15622  | Meer afbeeldingen |
| Mariëngaarde (boerderij) | Boerderij                 | ca. 1840 |                   | Mariëngaarderweg 45                                        | 53° 17' 51" NB, 5° 45' 6" OL  | 15623  | Upload foto |
| Genezareth (Kloosterpoldermolen) | Industrie- en poldermolen | 1850 |                   | bij Trekvaart 8                                            | 53° 17' 7" NB, 5° 49' 14" OL  | 15642  | Meer afbeeldingen |
| Kop-hals-rompboerderij met voorhuis onder zadeldak tegen topgevel met in de top tweelichtskozijnen en roeden in de overige vensters     | Boerderij                 | ca. 1860 |                   | Vijfhuisterdijk 19                                         | 53° 18' 14" NB, 5° 44' 26" OL | 15625  | Kop-hals-rompboerderij met voorhuis onder zadeldak tegen topgevel met in de top tweelichtskozijnen en roeden in de overige vensters |
| Boerderij onder pannen zadeldak tussen puntgevels met vlechtingen en rookkanalen in de as en met grote stal onder hoog pannen schilddak | Boerderij                 | mog. 18e eeuw (kern) |                   | Lytsebuorren 5                                             | 53° 18' 23" NB, 5° 47' 7" OL  | 18243  | Meer afbeeldingen |
| Terrein met overblijfselen van het klooster Mariëngaarde                                                                                | Archeologisch monument    | 12e eeuw |                   | bij Mariëngaarderweg 45                                    | 53° 17' 51" NB, 5° 45' 6" OL  | 45507  | Meer afbeeldingen |
| Verhoogde woonplaats of stinsterrein | Archeologisch monument    | 12e-13e eeuw |                   | ten noorden van de Doniaweg aan de rand van het dorp       | 53° 18' 29" NB, 5° 45' 56" OL | 45508  | Upload foto |
| Verhoogde woonplaats | Archeologisch monument    | 12e-13e eeuw |                   | aan de Hoge Herenweg bij de Noorderleegsterdijk            | 53° 18' 54" NB, 5° 46' 5" OL  | 45509  | Upload foto |
| Verhoogde woonplaats | Archeologisch monument    | 12e-13e eeuw |                   | aan de Hoge Herenweg bij de Wiebengaloane                  | 53° 19' 16" NB, 5° 46' 39" OL | 45510  | Upload foto |
| Terp | Archeologisch monument    | voor Romeinse IJzertijd |                   | aan de Wildlandsweg bij de Jouwsmabuorren                  | 53° 18' 46" NB, 5° 47' 47" OL | 45535  | Upload foto |
| Verhoogde woonplaats | Archeologisch monument    | middeleeuwen |                   | aan de Noordermiedweg ca. 1 km ten zuidoosten van het dorp | 53° 17' 42" NB, 5° 48' 19" OL | 45536  | Upload foto |
| Verhoogd stinsterrein | Archeologisch monument    | middeleeuwen |                   | aan de Hoge Herenweg bij de Botniaweg                      | 53° 19' 20" NB, 5° 46' 56" OL | 46229  | Upload foto |
| Goslingastate | Boerderij                 | ca. 1805 | J.K. van Dijk     | Langebuorren 1                                             | 53° 18' 19" NB, 5° 47' 7" OL  | 507147 | Meer afbeeldingen |